# Barbro Kollberg
Barbro Kollberg (* 27. Dezember 1917 in Eskilstuna; † 6. März 2014 in Stockholm) war eine schwedische Schauspielerin bei Bühne und Film, die auch als Theaterleiterin und Schauspiellehrerin gearbeitet hat.

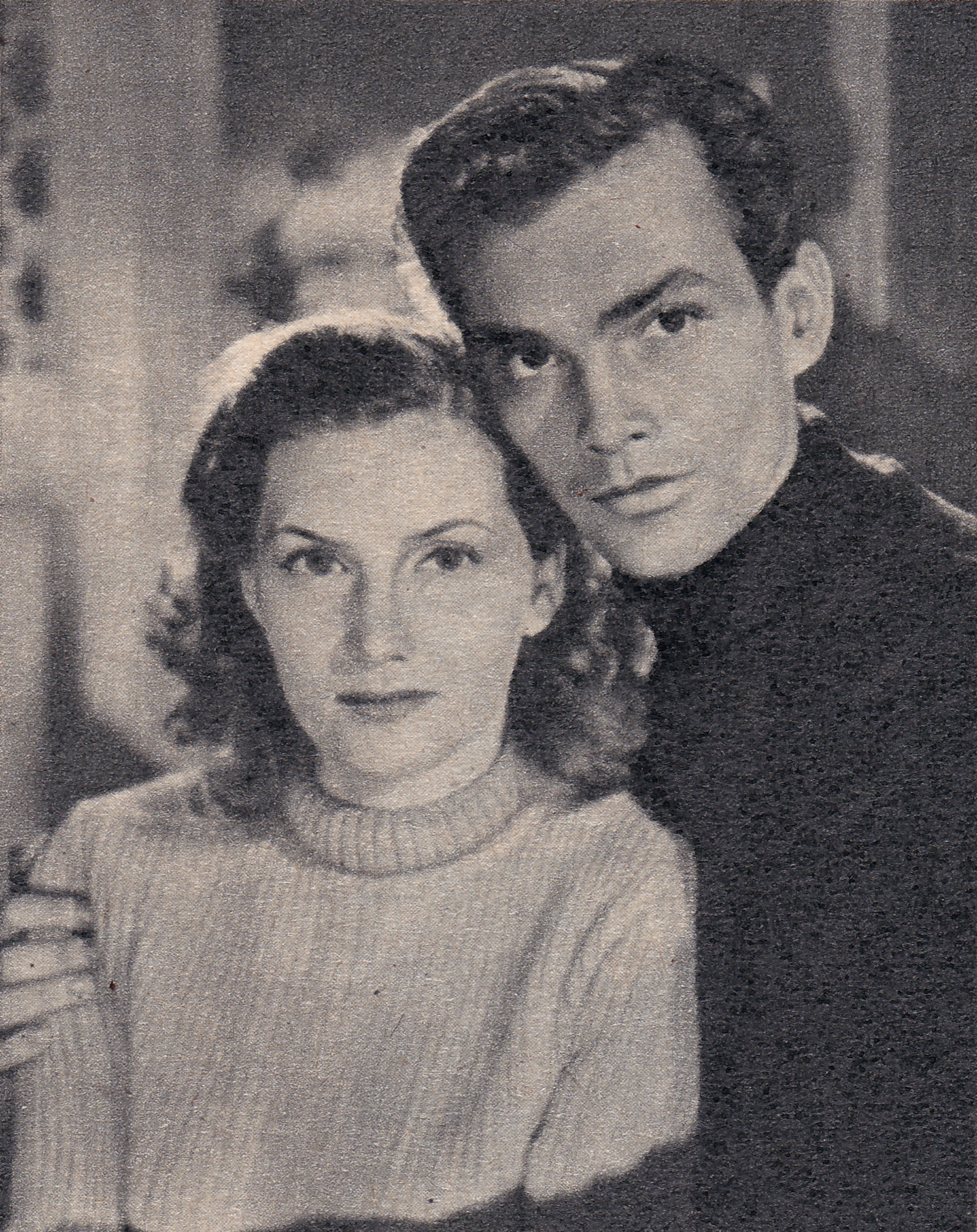
Barbro Kollberg, hier mit Birger Malmsten, ihrem Partner aus dem Ingmar-Bergman-Film Es regnet auf unsere Liebe

## Leben und Wirken
Mit ihren Eltern zog Barbro Kollberg 1924 von ihrer Geburtsstadt Eskilstuna ins nicht allzu weit östlicher gelegene Stockholm, wo sie das Höhere Gymnasium in Kungsholmen besuchte. Nach ihrem Schulabschluss 1937 ließ sie sich zwischen 1937 und 1940 am Dramaten der schwedischen Hauptstadt künstlerisch ausbilden. Noch während ihrer Lehrzeit debütierte sie 1938 unter der Regie von Rune Carlsten an diesem wichtigsten Theater Schwedens. Im darauffolgenden Jahr gab Kollberg mit dem kleinen Part einer „Ballettratte“ in I dag börjar livet ihr Filmdebüt. Während des Zweiten Weltkriegs folgte Film auf Film. Zeitgleich landete sie erste größere Erfolge an den hauptstädtischen Bühnen wie dem Konserthusteatern, dem Vasateatern und dem Blancheteatern. Zu ihren bekanntesten Bühnenrollen jener Jahre zählen die Astrid in Hjalmar Bergmans Stück Sagan, die Alexandra in Lillian Hellmans Drama Die kleinen Füchse und die sinistre Mrs. de Winter in Daphne du Mauriers Schauergeschichte Rebecca.
1946 kam es am Stadttheater von Malmö zu einer Zusammenarbeit mit Ingmar Bergman, der Kollberg die Hauptrolle der Rakel in seinem Stück Rakel och biografvaktmästaren überließ. Die Zusammenarbeit sollte sich als fruchtbar erweisen, sodass Bergman ihr auch die Hauptrolle der Maggi in seinem realitätsnahen, tristen Zeitbild Es regnet auf unsere Liebe, erst die zweite Filmregie des nachmaligen Starregisseurs, überließ. Damit wurde Barbro Kollberg schlagartig bekannt, auch wenn der Film kein allzu großer Erfolg war. Im folgenden Jahrzehnt konzentrierte sie sich nahezu ausschließlich auf die Erziehung ihrer beiden ersten (von insgesamt vier) Kindern sowie auf ihre Theaterarbeit, unterbrochen nur durch eine deutsche Filmverpflichtung, die sie 1950 nach Hamburg und an die norddeutsche Küste führte. Dort spielte sie die weibliche Hauptrolle in dem Liebesdrama Herzen im Sturm, das von der Kritik allerdings verrissen wurde.
Zurück in Schweden brachte Kollberg kurz hintereinander zwei weitere Kinder zur Welt und konzentrierte sich, nach kleineren Engagements am Stadttheater von Norrköping und Linköping (1955/56), erneut auf die Erziehung ihrer Kinder. Im Jahr darauf setzte die Künstlerin ihre Arbeit fort. Ab 1963 trat sie in regelmäßigen Abständen mit Nebenrollen auch wieder vor die Kamera. Zusammen mit Lorens Marmstedt wirkte Kollberg von 1945 bis 1959 als Theaterleiterin des Skansenteatern, wo sie auch als Schauspielerin arbeitete. Von 1976 bis 1982 war sie Lehrerin an der Theaterschule von Göteborg.

## Privates
Barbro Kollberg war zweimal verheiratet: 1942 heiratete sie den Schriftsteller Guido Valentin (1895–1952), nach dessen Tod folgte mit Regisseur Åke Hildestrand (1918–1979) Ehemann Nummer zwei. Ihren Ehen entstammen die Töchter Margareta (* 1943) und Marianne (* 1946) sowie die Söhne Lars-Åke (* 1954) und Björn (* 1955).

## Filmografie
- 1939: I dag börjar livet
- 1940: Hjältar i gult och blått
- 1940: Karl för sin hatt
- 1941: I natt - eller aldrig
- 1941: Hem från Babylon
- 1942: Stinsen på Lyckås
- 1942: Gula kliniken
- 1943: Die Straße der Verlorenen (Kungsgatan)
- 1944: Som folk är mest
- 1944: En dotter född
- 1945: Jagad
- 1945: Lidelse
- 1946: Es regnet auf unsere Liebe (Det regnar på vår kärlek)
- 1951: Herzen im Sturm
- 1957: Lille Fridolf blir morfar
- 1963: Den gula bilen
- 1963: Ein Sonntag im September (En söndag i September)
- 1967: Tvärbalk
- 1976: Engeln
- 1978: Charlotte Löwensköld
- 1980: Bara ett barn
- 1981: Pappa och himlen
- 1982: Flygande service
- 1983: Utflykten
- 1984: Tryggare kan ingen vara ...
- 1991: Die besten Absichten (Den goda viljan)
- 1992: Erste Liebe (Första kärleken) (dreiteil. TV-Film)
- 1993: Chefen fru Ingeborg (TV-Serie)
- 1995: Tag ditt live
- 1997: Svensson Svensson – filmen
- 1997: Tic Tac
- 1999: Ett litet rött paket
- 2001: Katzenjammer (Kattbreven)
- 2001: Familiengeheimnisse (Familjehemligheter)
- 2002: Skeppsholmen (TV-Serie)
- 2004: Wie im Himmel (Så som i himmelen)
- 2006: Mästerverket